# Tom Mboya
Thomas Joseph Odhiambo Mboya (Thika (Kenia), 15 augustus 1930 – Nairobi (Kenia), 5 juli 1969) was een Keniaans politicus. Hij was de oprichter van de Kenya African National Union (KANU) en was minister van Economische Zaken en Ontwikkeling op het moment dat hij in Nairobi werd vermoord.

## Levensloop
Mboya was een Luo en werd opgeleid aan verschillende Rooms-katholieke scholen. Op jonge leeftijd was hij al actief in de vakbeweging. In 1950 ontving hij een beurs van een Britse vakbondskoepel om industrieel management te studeren aan Ruskin College in Oxford. Deze studie rondde hij in 1954 met succes af en keerde terug naar Kenia. Daar sloot hij zich aan bij groeiende nationalistische beweging.
Terug in Kenia stelde Mboya zich ook verkiesbaar voor de Wetgevende Vergadering van de kroonkolonie Kenia. Hij was erg ontevreden over het lage aantal zwarten in de Vergadering en besloot een eigen partij te beginnen, de People's Congress Party.
In dezelfde tijd ontwikkelde Mboya goede banden met Kwame Nkrumah van Ghana, de eerste president van Ghana. Deze was net als Mboya een Pan-Afrikanist. In 1960 had de Keniaan een ontmoeting met de Amerikaanse senator John F. Kennedy. Op diens voorstel subsidieerde de Verenigde Staten een plan waarbij Afrikaanse studenten uit verschillende landen een beurs ontvingen om in Amerika te studeren. De vader van de latere Amerikaanse president Barack Obama was een van de studenten die een beurs kreeg en in de VS ging studeren.
De partij van Mboya ging in 1960 op in de Kenya African National Union (KANU). Verschillende partijen verenigden zich om de Britten bij de onderhandelingen voor onafhankelijkheid en de nieuwe grondwet gemeenschappelijk tegemoet te treden. Na de verkiezingen werd Mboya gekozen als parlementslid. In het kabinet van premier Jomo Kenyatta werd hij minister van Justitie en later minister van Economische Planning en Ontwikkeling
Op 5 juli 1969 werd Mboya doodgeschoten terwijl hij een apotheek bezocht. Nahason Isaac Njenga Njoroge werd veroordeeld voor de moord en later opgehangen. Er is nog altijd veel speculatie rondom de dood van Mboya. Kenyatta werd door velen verdacht opdracht gegeven te hebben tot de moord, maar dat is nooit aangetoond. De vakbondsman zou een bedreiging zijn voor zijn politieke carrière.

## Uitspraak
- "Ik heb eerder aangegeven dat socialisme een geestesgesteldheid of een geestelijke attitude is (...) met als doel het bereiken van een rationele verstandhouding en harmonie binnen de gemeenschap." - African Socialism (1963)

- Bibsys: 90067338
- Bibliothèque nationale de France: cb11439153n (data)
- Gemeinsame Normdatei: 1016668090
- International Standard Name Identifier: 0000 0000 8570 1180
- Library of Congress Control Number: n50010250
- Nationale Bibliotheek van Israël: 987007463528905171
- Nederlandse Thesaurus van Auteursnamen: 07062321X
- LIBRIS: 346010
- SNAC: w6b59dzk
- Système universitaire de documentation: 050589156
- Virtual International Authority File: 79017030
- WorldCat: E39PBJjRYdwwgH6hPYtj4yWJjC